# Martín Aguirre Pérez
Martín Cirilo Aguirre Pérez (Montevideo, 9 de julio de 1847 - Montevideo, 23 de abril de 1909) fue un abogado y político uruguayo, integrante del Partido Nacional.

## Biografía
Era sobrino y ahijado político de Atanasio Aguirre (que no tuvo hijos), presidente de Uruguay entre marzo de 1864 y febrero de 1865. Su abuelo fue  Juan María Pérez, ministro y constituyente uruguayo, considerado el hombre más rico del Uruguay entre los años de 1820 y 1840 (según Carlos Real de Azúa en su libro El patriciado uruguayo).
Como su tío, militó activamente en filas del partido Nacional. Integró las fuerzas de la llamada Revolución de las lanzas encabezada por el general Timoteo Aparicio, en 1870. Fue miembro del Directorio del Partido en diversas ocasiones. Fue diputado, senador y líder de una de las facciones más radicales del partido.
Fue uno de los primeros en proponer en Uruguay, en 1903, la reforma de la constitución para pasar del sistema presidencialista vigente, a un modelo de gobierno colegiado como existía en Suiza. El proyecto buscaba promover la coparticipación entre los partidos existentes. Años después, en 1913, José Batlle y Ordóñez vuelve a plantear la necesidad de incorporar la forma de gobierno colegiado suiza, pero con fuertes diferencias conceptuales. El sistema colegiado se fue incorporando en sucesivas reformas hasta que fue derogado en 1966, para restablecer el sistema presidencialista.
Uno de sus hijos, Leonel, cofundó el diario El País de Montevideo, el 14 de septiembre de 1918.